# Chuks Aneke
Chukwuemeka Ademola Amachi "Chuks" Aneke (Newham, 3 juli 1993) is een Engels-Nigeriaans voetballer die bij voorkeur als middenvelder speelt. Aneke is een jeugdproduct van Arsenal FC en staat onder contract bij Charlton Athletic FC.

## Carrière
Aneke sloot zich op zevenjarige leeftijd aan bij Arsenal. Hij maakte zijn debuut voor de reserven op 28 juli 2009 tegen de reserven van Manchester United. Zowel Aneke als Benik Afobe werden uitgenodigd door FC Barcelona om een kijkje te nemen in de jeugdopleiding van Barça. Beide spelers besloten echter om bij Arsenal een profcontract te tekenen. Op 22 november 2011 verhuurde Arsenal Aneke voor twee maanden aan Stevenage. Vier dagen later maakte hij zijn profdebuut. Op 22 maart 2012 werd hij opnieuw verhuurd, ditmaal aan Preston North End. Twee dagen later scoorde hij tegen Bury. In september 2012 werd hij voor een maand verhuurd aan Crewe Alexandra. Hij debuteerde op 8 september 2012 tegen Tranmere Rovers. Op 5 oktober en 12 november werd zijn huurperiode tweemaal verlengd. Op 6 oktober maakte hij zijn eerste doelpunt voor Crewe Alexandra, thuis tegen Hartlepool United.
Op 21 juni 2014 werd bekend dat hij een contract had getekend bij Zulte Waregem. Hij maakte zijn debuut op 17 juli 2014 in de wedstrijd tegen het Poolse Zawisza Bydgoszcz in de voorronde van de UEFA Europa League, Aneke speelde de volle 90 minuten. In de terugwedstrijd in Bydgoszcz gaf Aneke een assist op Glynor Plet en maakte hij ook zijn eerste doelpunt.
In de zomer van 2016 werd zijn contract ontbonden bij Zulte Waregem waarna hij een contract tekende bij het Engelse MK Dons dat uitkomt in de Football League One, de derde hoogste klasse in het Engelse voetbal.

## Statistieken
| Seizoen | Club                | Competitie          | Duels | Doelp. |
| ------- | ------------------- | ------------------- | ----- | ------ |
| 2010/11 | Arsenal             | Premier League      | 0     | 0      |
| 2011/12 | → Stevenage         | League One          | 6     | 0      |
| 2011/12 | → Preston North End | League One          | 7     | 1      |
| 2012/13 | → Crewe Alexandra   | League One          | 30    | 6      |
| 2013/14 | → Crewe Alexandra   | League One          | 40    | 14     |
| 2014/15 | Zulte Waregem       | Eerste klasse       | 30    | 2      |
| 2015/16 | Zulte Waregem       | Eerste klasse       | 11    | 2      |
| 2016/17 | MK Dons             | Football League One | 11    | 4      |

## Interlandcarrière
Aneke speelde voor diverse Engelse jeugdelftallen. Hij kwalificeerde zich met Engeland -17 voor het EK -17 in 2010. Door een blessure moest hij afzeggen voor het toernooi. Hij werd in de selectie vervangen door Saido Berahino. Hij bezit ook de Nigeriaanse nationaliteit, waardoor hij ook voor het Nigeriaans voetbalelftal kan uitkomen.
1 Bostyn ·
3 Tanghe ·
4 Lemoine ·
7 Challouk ·
8 Rommens ·
9 Vossen  ·
10 Ablo Traoré ·
11 Gavriel ·
14 Barkarson ·
17 Diop ·
18 Tambedou ·
19 Nyssen ·
20 Hedl ·
21 Nnadi ·
22 Opoku ·
23 Van der Gouw ·
24 Erenbjerg ·
27 Diabaté ·
31 Willen ·
42 Dobbels ·
47 Labie ·
50 Van Damme ·
55 Cappelle ·
59 Demuynck ·
64 Sergeant ·
Coach: Vandenbroeck